# Sahra Wagenknecht
Sahra Wagenknecht (Jena, 16 juli 1969) is een Duits politica. Zij was namens de partij Die Linke sinds 2009 tot november 2023 lid van de Bondsdag, het Duitse parlement. Van 2015 tot 2019 was ze mede-fractievoorzitter van Die Linke. Na onenigheid met de partij verliet ze Die Linke eind 2023, om begin 2024 verder te gaan met een nieuw opgerichte, eigen partij: Bündnis Sahra Wagenknecht (BSW).

## Levensloop

### Jeugd en opleiding
Wagenknecht werd geboren in de toenmalige DDR, als kind van een Iraanse vader en een Duitse moeder. Op jonge leeftijd verdween haar vader uit haar leven toen hij niet terugkeerde van een reis naar zijn geboorteland. De eerste jaren van haar leven woonde Wagenknecht bij haar grootouders. Vanaf haar schooltijd woonde ze met haar moeder in de Oderberger Straße in Prenzlauer Berg in het toenmalige Oost-Berlijn. Na haar middelbare school volgde ze de in de DDR gebruikelijke militaire training die haar zwaar viel. Haar medische klachten werden uitgelegd als sabotage waardoor ze in de DDR niet mocht studeren.
Pas na Die Wende ging Wagenknecht filosofie en Duitse literatuur studeren aan de Friedrich-Schiller-Universität Jena en de Humboldtuniversiteit te Berlijn. In 1996 behaalde zij haar master aan de Rijksuniversiteit Groningen bij Hans Heinz Holz. Haar onderzoek Zur Hegelkritik des jungen Marx werd in 1997 als boek gepubliceerd. 
Tien jaar later begon zij aan een studie economie die zij in 2012 afsloot met een promotie aan de Technische Universiteit Chemnitz. Haar proefschrift The Limits of Choice: Saving Decisions and Basic Needs in Developed Countries gaat over de relatie tussen inkomen en sparen. Wagenknecht ontving hiervoor het predicaat magna cum laude.

### Politieke carrière
Vlak voor die Wende werd Wagenknecht lid van de SED. In 1991 werd ze gekozen in het partijbestuur van de opvolger van de SED, de PDS, een positie die ze na een conflict met partijleider Gregor Gysi in 1995 tijdelijk kwijtraakte. Bij de Bondsdagverkiezingen 1998 was Wagenknecht kandidaat voor een kiesdistrict in Dortmund, maar werd niet verkozen.
Bij de Europese Parlementsverkiezingen 2004 werd Wagenknecht gekozen tot lid van het Europees Parlement. Na afloop van haar termijn in 2009 stelde ze zich niet herkiesbaar. Ze werd bij de Duitse Bondsdagverkiezingen 2009 voor het eerst gekozen tot lid van de Duitse Bondsdag, voor de opvolger van de PDS, Die Linke. In 2015 volgde zij samen met Dietmar Bartsch Gregor Gysi op als fractievoorzitter van Die Linke.
Begin 2021 publiceerde Wagenknecht haar boek Die Selbstgerechten, waarin ze 'de zelfgenoegzaamheid van de linkse partijen' bekritiseert die volgens haar te veel met geprivilegieerde thema's bezig zijn, zoals gender, klimaat en bio-industrie. Zij zouden zo hun traditionele achterban van arbeiders en laagbetaalden van zich hebben vervreemd en de opkomst van de rechts-nationalistische AfD hebben bespoedigd (bij de parlementsverkiezingen in 2017 stemden aanmerkelijk meer mensen op de AfD dan op Die Linke). Een poging van enkele gekrenkte Linke-partijleden in juni 2021 om Wagenknecht hierom uit de partij te zetten mislukte, aangezien de partijleiding haar bleef steunen.
Een tweede poging vond plaats op 9 oktober 2023 door 50 leden in Noordrijn-Westfalen toen Wagenknecht dreigde een eigen partij op te gaan richten, hetgeen zij op 18 oktober 2023 ook daadwerkelijk aankondigde. De partij heet BSW - Für Vernunft und Gerechtigkeit (de letters BSW staan voor 'Bündnis Sahra Wagenknecht'). In 2024 werd BSW derde in de deelstaatverkiezingen in Thüringen en Saksen. Bij de Bondsdagverkiezingen van 2025 bleef de partij nipt steken onder de kiesdrempel van 5 procent.

### Privé
Bij haar geboorte werd Wagenknecht ingeschreven als Sarah. Bij haar aantreden als lid van de Bondsdag liet ze haar naam officieel aanpassen naar Sahra, conform de Perzische wijze die haar ouders hadden gewild.
Wagenknecht was van 1997 tot 2013 gehuwd met de Duitse journalist/filmproducent Ralph T. Niemeyer (1969). In 2014 trouwde ze met haar partijgenoot Oskar Lafontaine.